# SG Scharmützelsee
Die Seglergemeinschaft Scharmützelsee e. V. (SGS) ist mit über 200 Mitgliedern einer der größten Segelvereine in Brandenburg. Das Gelände des 1954 gegründeten Vereins befindet sich am Westufer des Scharmützelsees in der Bucht von Dorf Saarow, der Thermalsole- und des Moorheilbads Bad Saarow im Landkreis Oder-Spree. Das denkmalgeschützte Seglerheim wurde um 1775/76 erbaut und gehörte zum Rittergut Saarow.

## Geschichte

### Segelsport auf dem Scharmützelsee

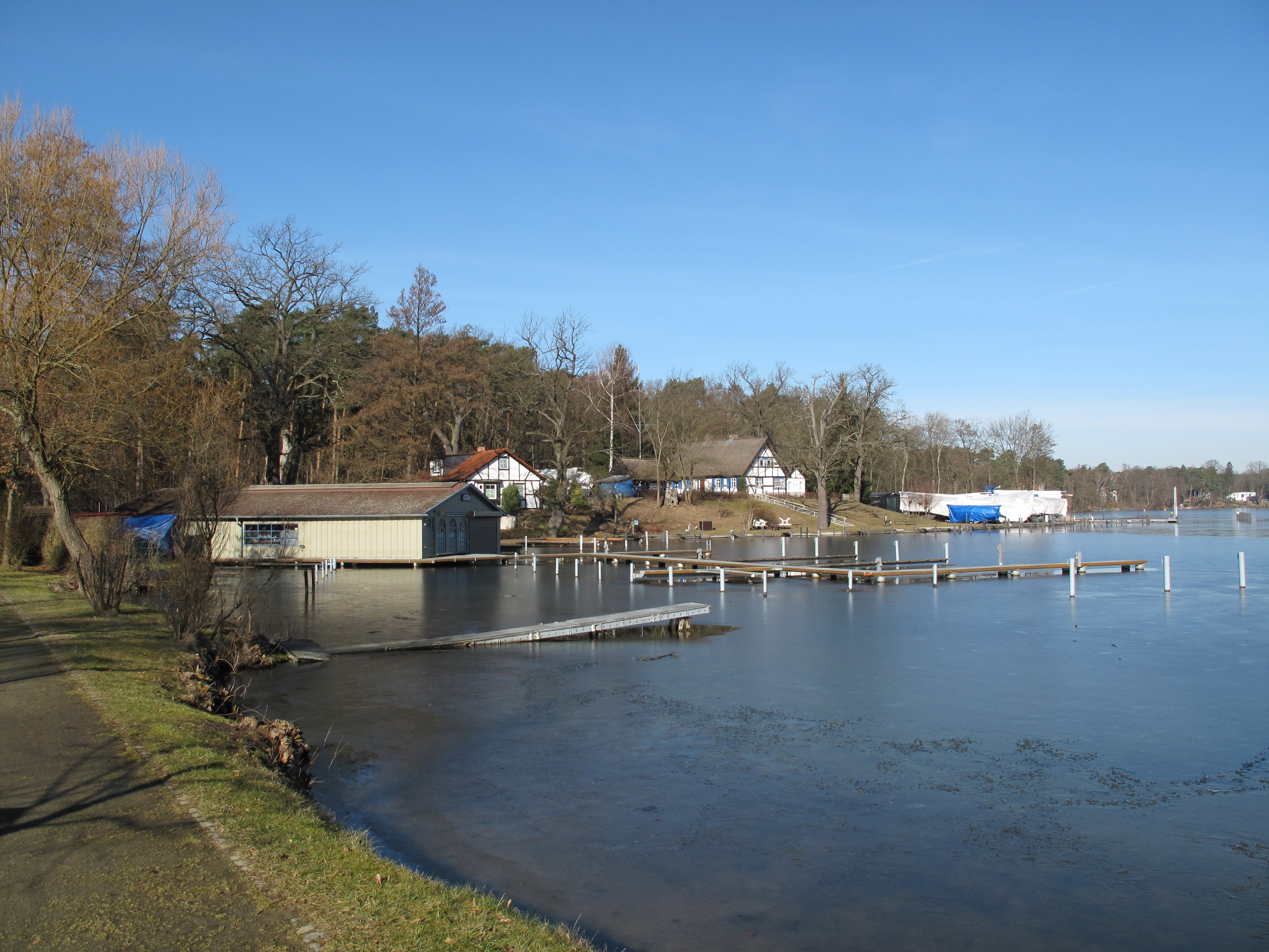
Blick von der Halbinsel Saarow auf das Gelände der SGS

Nachdem Ludwig Lesser den Kern des heutigen Bad Saarows, Bad Saarow-Mitte, im Auftrag der Landbank AG Berlin am Reißbrett entworfen und ab 1906 als elegante Landhaussiedlung am bislang unbesiedelten Nordufer des Scharmützelsees anlegen ließ, wurden 1910 erste Sportsegelboote auf dem See registriert.
Den wahrscheinlich ersten Segelverein, den „Segelclub Scharmützelsee“, gründeten im März 1921 sechs Fürstenwalder Handwerker und Gewerbetreibende am Cecilienpark am Ostufer. Im Mai 1921 fand eine Segelregatta mit 80 Booten und 1926 die 1. Bundes-Segelregatta auf dem See statt. 1927 wurde die erste „Scharmützelseewoche“ der Segler durchgeführt. Der Uferstreifen südlich der Halbinsel Saarow (Alte Eichen 3) wurde 1929 von dem „Zeuthener Segler-Verein e. V.“ (heute am Berliner Großen Wannsee beheimatet) belegt und ist heute Sitz des „Saarower Segler-Vereins am Werl e. V.“ (SSVaW). Werl ist der Name der beiden vor der Halbinsel gelegenen Inseln des Scharmützelsees (Großer und Kleiner Werl). Neben der SGS und dem SSVaW existieren am Scharmützelsee inzwischen einige weitere Segelvereine.

### Gründung der SGS und Einrichtungen
Im Jahr 1927 erwarb der Berliner Yacht-Club aus Grünau das Grundstück der heutigen SGS in der Regattastraße 2 als sein zweites Anwesen beziehungsweise als Außenstelle. Nach dem Zweiten Weltkrieg wurden das Seglerheim und das Gelände der Freien Deutschen Jugend (FDJ) zugesprochen. Nach der Gründung der Sportgemeinschaft Bad Saarow-Pieskow im Jahr 1949 übernahmen deren Wassersportler das Grundstück als ihr Domizil. 1954 machten sich die Wassersportler der Sportgemeinschaft selbständig und gründeten die SG Scharmützelsee. Auf dem weitläufigen Vereinsgelände befinden sich heute (Stand 2014) eine Messe, Seglerhafen, Bootsschuppen und Seglerunterkünfte. Seine Schwerpunkte sieht der Verein in der Kinder- und Jugendarbeit und im Regattasegeln. Auf dem Gelände befindet sich zudem die Wasserrettungsstation Scharmützelsee der DLRG.

## Segelrevier und Regatten
Der Scharmützelsee, ein typischer glazialer Rinnensee, ist mit rund 10 Kilometern Länge und einer Fläche von 12,1 km² nach dem Schwielochsee der zweitgrößte natürliche See in Brandenburg. Im Süden ist der See über das Wendisch Rietzer Fließ, die weiteren Storkower Gewässer und die Dahme an die Berliner Gewässer angeschlossen.
1996 organisierte die SGS die Deutschen Segelmeisterschaften in der Dyas-Klasse auf dem Scharmützelsee. 1999 fanden auf dem See die Deutschen Meisterschaften in der H-Boot-Klasse und 2001 die Veteranen-Weltmeisterschaften im Segeln der Europe-Klasse statt. Allein 2014 führte die SGS sechs verschiedene Regatten durch, darunter den „NORTH-SAILS Opti-Cup“ (Opti A, Opti B) für Jugendliche und den Scharmützelseemarathon für alle Klassen (Yardstick).

## Denkmalgeschütztes Seglerheim

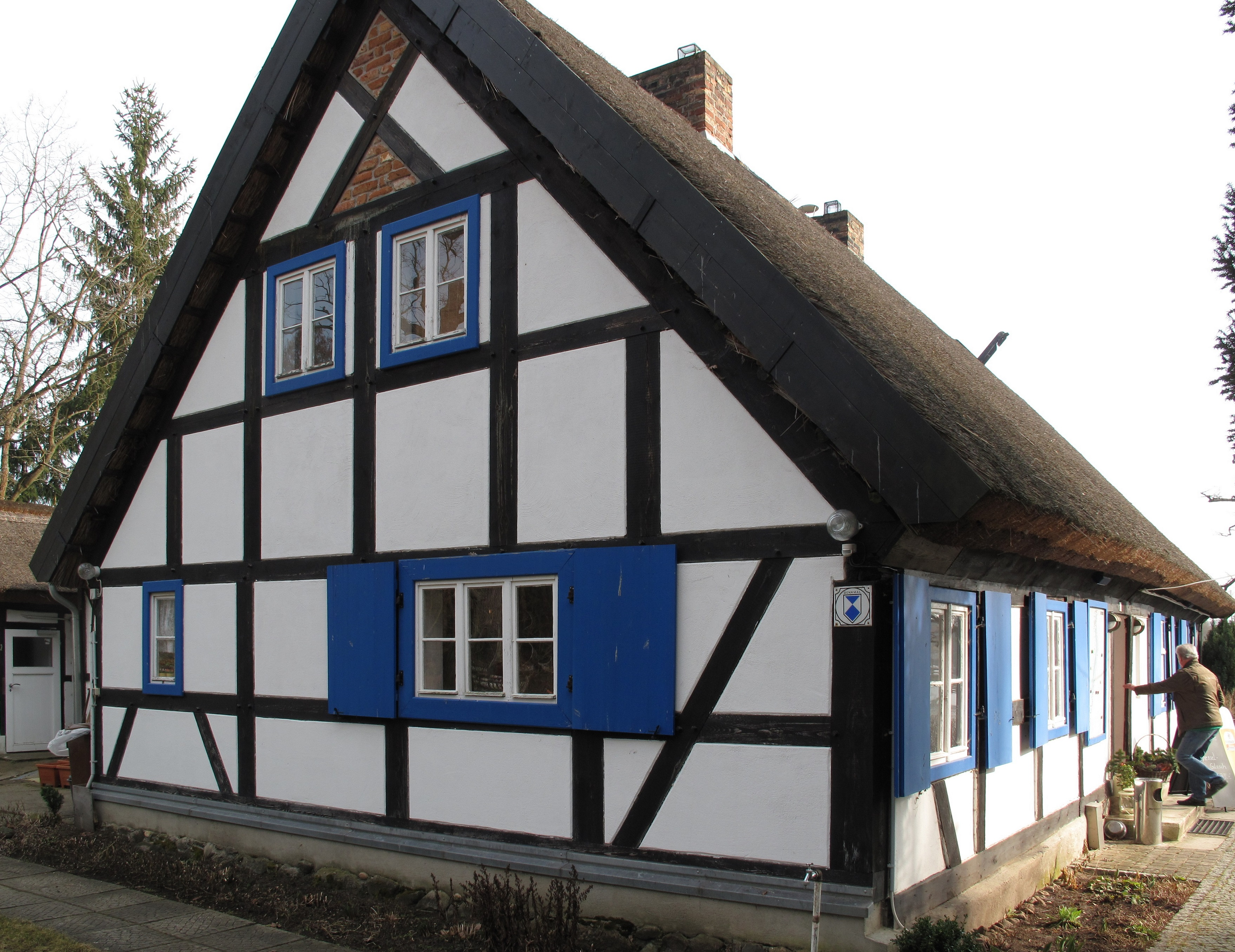
Denkmalgeschütztes Seglerheim

Das Seglerheim der SGS ist als Baudenkmal geschützt. Das Doppelstubenhaus liegt auf einer Anhöhe über dem Seglerhafen und gehörte zum Gut Saarow, das von 1463 bis zu deren Aussterben im Jahr 1860 im Besitz derer von Löschebrand war.
In den 1990er Jahren wurde eine Holzprobe eines Balkens dendrochronologisch untersucht. Das Deutsche Archäologische Institut kam dabei zum Ergebnis, dass die Kiefer im Winter 1774/75 gefällt worden ist. Das Haus ist also wahrscheinlich 1775 oder kurz danach erbaut worden. Um 1900 bewohnte der Gemeindegärtner Paul Schlieben das reetgedeckte Fachwerkhaus. Nach dem Erwerb 1927 ließ der Yachtclub Berlin-Grünau das Haus umbauen und im Erdgeschoss eine Sitzecke, einen Schankraum, eine Küche und eine Wohnung für den Hausmeister einrichten. Im Obergeschoss entstanden vier weitere Zimmer mit Einbauschränken. Die Zimmer wurden mit fließendem Wasser ausgestattet und an eine neue Zentralheizung angeschlossen. Nach der Übernahme ließ die SGS das historische Gebäude mehrfach sanieren und im Originalzustand erhalten.
Seit einigen Jahren findet man hier ein kleines Restaurant.